# Juri Nikolajewitsch Grigorowski
Juri Nikolajewitsch Grigorowski (russisch Юрий Николаевич Григоровский; * 28. März 1939 in Moskau) ist ein ehemaliger sowjetischer Wasserballspieler. Bei Olympischen Spielen gewann er zwei Silbermedaillen.

## Sportliche Karriere
Der 1,78 Meter große Grigorowski spielte bei Dynamo Moskau.
Bei den Olympischen Spielen 1960 in Rom wirkte der Flügelstürmer Grigorowski in sechs von sieben Spielen mit und erzielte insgesamt zwei Tore. Nach drei Siegen in der Vorrunde unterlag die Mannschaft in der Zwischenrunde gegen die Italiener. Durch ein Unentschieden gegen die Ungarn und einen Sieg über Jugoslawien erhielt die sowjetische Mannschaft die Silbermedaille hinter den Italienern und vor den Ungarn.
Acht Jahre später bei den Olympischen Spielen 1968 in Mexiko-Stadt war Grigorowski in allen acht Partien dabei und warf im Turnierverlauf elf Tore. Die sowjetische Mannschaft belegte in der Vorrunde den zweiten Platz hinter den Ungarn und besiegte im Halbfinale die Italiener mit 8:5. Im Finale gegen die Jugoslawen unterlag die sowjetische Mannschaft mit 11:13 Toren.